# Симфония № 36 (Моцарт)
Симфония № 36 (Моцарт) —  
Симфония № 36 (Линцская симфония) Вольфганга Амадея Моцарта, до мажор, KV 425, была написана во время остановки в австрийском городе Линц в 1783 году. Премьера состоялась 4 ноября 1783 года в Линце.

## Строение
Состав оркестра: 2  гобоя, 2 фагота, 2 валторны, 2 трубы, литавры, струнные.
Симфония состоит из 4 частей:
1. Adagio, 3/4 — Allegro spiritoso, 4/4
2. Poco adagio, 6/8
3. Menuetto, 3/4
4. Finale (Presto), 2/4

Первая, вторая и четвёртая части написаны в сонатной форме, менуэт в трёхчастной форме.